# Pamlico

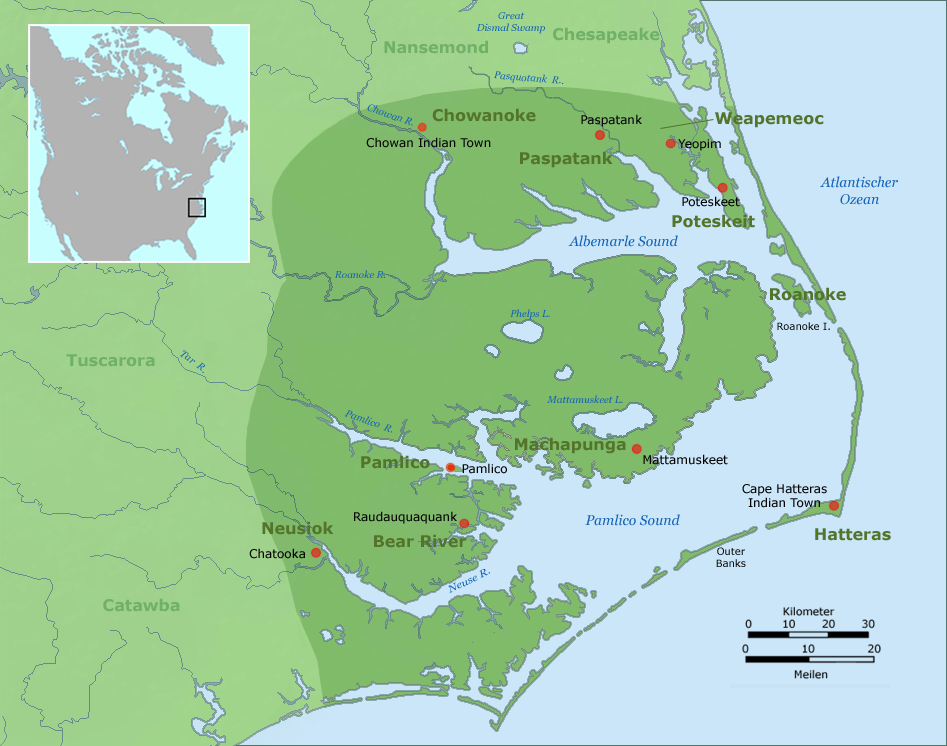
Wohngebiet der Pamlico und benachbarter Stämme von 1657 bis 1795

Die Pamlico, auch Pomouik genannt, waren ein Indianerstamm, dessen Stammesgebiet sich im heutigen Bundesstaat North Carolina im Südosten der Vereinigten Staaten befand. Sie gelten als der südlichste Stamm aus der Algonkin-Sprachfamilie.

## Stammesgebiet
Die Pamlico lebten zur Zeit des ersten Kontaktes mit den Europäern um 1584 in Dörfern am Unterlauf des Pamlico Rivers, eines Gezeitenstroms in North Carolina, der in seinem Oberlauf ohne Tidenhub Tar River heißt. Ihr Stammesgebiet lag im Westen des heutigen Beaufort Countys. Das Klima ist feucht und subtropisch und führt zu einer jährlichen Wachstumsperiode von rund 250 Tagen. Neben verschiedenen Salz- und Süßwasserfischen gibt es auch Austern, essbare Muscheln, Seeschildkröten und amerikanische Alligatoren in den Flüssen und Seen an der Küste. Das letzte Dorf lag um 1708 auf Indian Island im Pamlico River.

## Sprache
Die Angehörigen dieses seit 1712 als ausgestorben geltenden Stammes sprachen den Dialekt der North-Carolina-Algonkin aus der Algonkin-Sprachfamilie. Im Jahre 1701 untersuchte John Lawson ihre Sprache und das verwendete Vokabular auf der Grundlage von nur 37 Wörtern. Außer Orts- und Stammesnamen wurden weniger als 100 Wörter auch aus anderen Dialekten von englischen Kolonisten aufgeschrieben und überliefert. Beide Wörterlisten reichen jedoch für eine Zuordnung zur Algonkin-Sprachfamilie aus.

## Lebensweise und Kultur

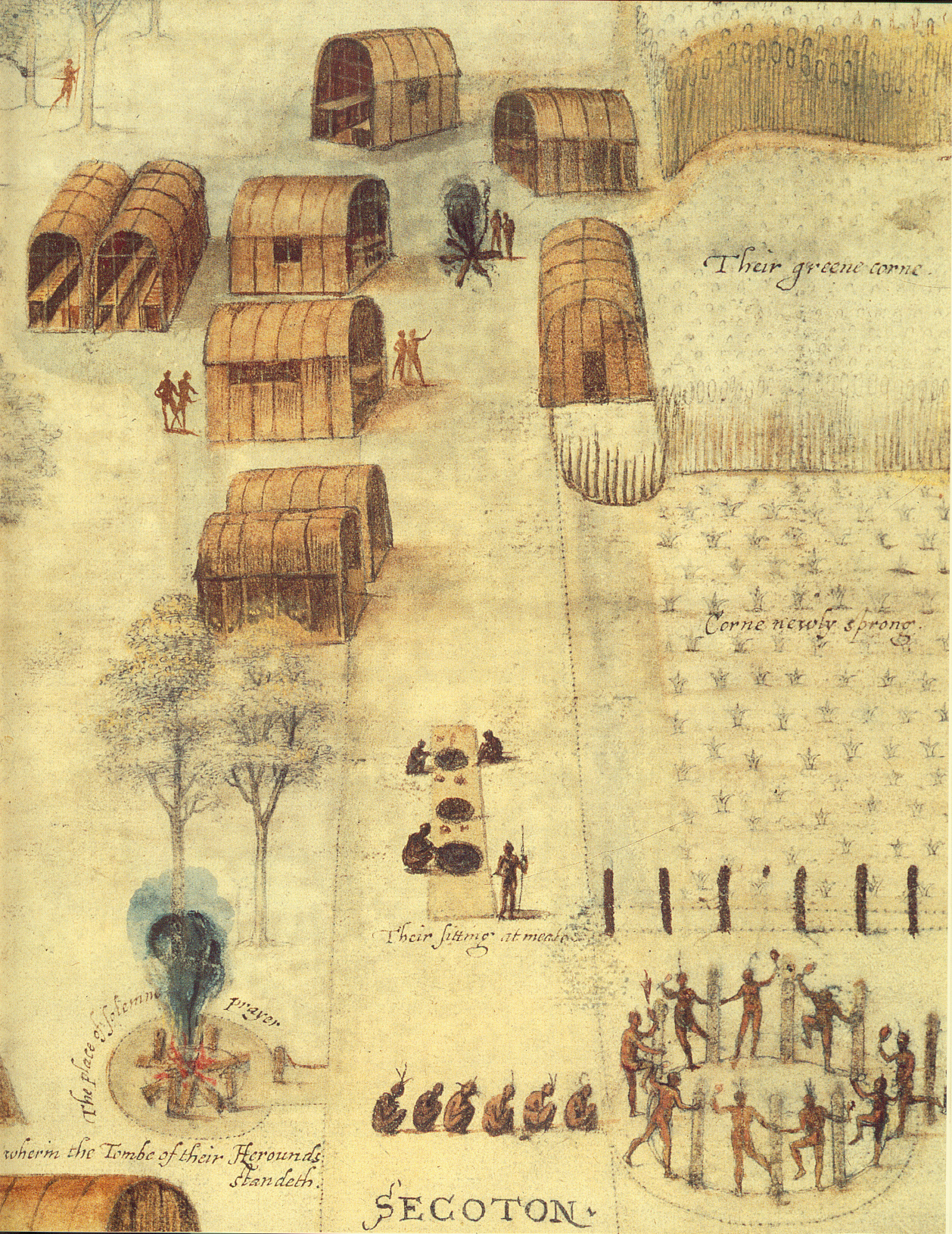
Dorf der North-Carolina-Algonkin

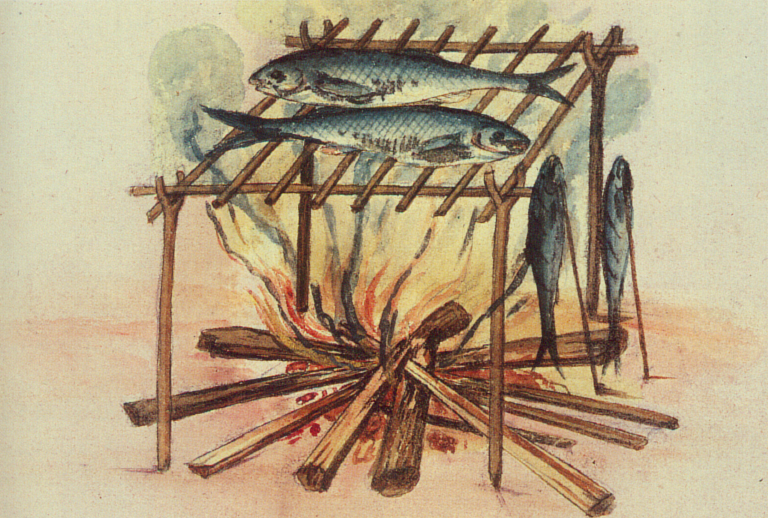
Anlage zum Räuchern von Fisch

Das Leben der Pamlico wurde im Wesentlichen von der Beschaffung der täglichen Nahrung bestimmt, wobei durch Jagen, Fischen und Sammeln von Wildkräutern der größte Teil des Bedarfs gedeckt wurde, während der Rest aus Gartenanbau stammte. Fisch konnte durch Räuchern auf aus Reet gefertigten Gestellen über offenem Feuer oder in der Sonne konserviert werden. Wichtig war der Anbau von Mais, der die Basis des sesshaften Lebens in den Dörfern bildete. Darüber hinaus bauten die Pamlico u. a. Bohnen, Gurken, Kürbisse, Sonnenblumen und Tabak an. Die jährliche lange Wachstumsperiode erlaubte oftmals zwei Ernten von demselben Feld. Wehre und Fischfangeinrichtungen aus Reet wurden in Flüssen und Flussmündungen aufgestellt. Eine andere Fangmethode war das Speeren des Fisches entweder vom Kanu aus oder beim Waten im seichten Wasser. Über Jagdmethoden ist wenig bekannt, obwohl die Jagd auf Säugetiere, Vögel und Reptilien wesentlich zur Ernährung beigesteuert haben muss. Im Herbst wurden in den Wäldern verschiedene Wurzeln, Nüsse und Beeren gesammelt.
Rund zehn bis dreißig Häuser bildeten ein Dorf, das manchmal von hölzernen Palisaden umgeben war. Es lag normalerweise an einem Fluss, See oder Teich. Die etwa 11 bis 14 Meter langen Häuser waren rechteckig und besaßen abgerundete Dächer aus gebogenen Stangen. Sie hatten nur einen Raum und zum Schlafen dienten erhöhte Plattformen entlang der Wände. Häuptlingshäuser und Tempel waren erheblich größer, glichen aber in Form und Konstruktion den normalen Häusern. Die Pamlico waren geschickte Kanufahrer und unternahmen weite Reisen mit ihren Einbaumkanus, die bis zu 20 Personen tragen konnten und durch Paddeln oder Staken vorwärts bewegt wurden.

## Geschichte

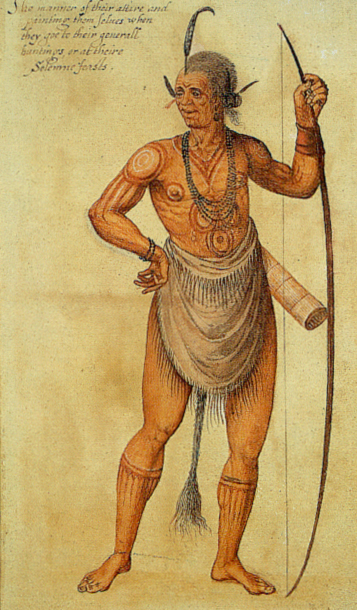
Krieger der North-Carolina Algonkin

Zu ersten Kontakten mit Europäern kam es nach der Gründung der Roanoke-Kolonie am 17. August 1585. Sie war die erste Kolonie der Engländer in Nordamerika, musste jedoch bereits einige Jahre später wieder aufgegeben werden und trägt seitdem die Bezeichnung Lost Colony (dt. Verlorene Kolonie). Erst 120 Jahre später unternahmen die Engländer einen neuen, jedoch erfolgreichen Versuch, an der Küste Nord Carolinas eine Kolonie zu gründen. Als Folge kamen europäische Krankheiten zu den Indianern, gegen die sie keine Widerstandskräfte besaßen. Aus dem Jahr 1696 wird über eine große Sterblichkeit in den Dörfern der Pamlico berichtet. Um 1709 war die Bevölkerung derartig geschrumpft, dass nur noch 40–50 Stammesangehörige in einem einzigen kleinen Dorf auf einer Insel im Pamlico River lebten.
Im Tuscarora-Krieg (1711–1713) kämpften Tuscarora und verbündete North-Carolina-Algonkin, darunter auch Krieger der Pamlico, gegen die englischen Kolonisten. 1712 wurden die Indianer geschlagen und mehr als 300 von ihnen getötet. Über 100 Indianer, zumeist Frauen und Kinder, gerieten in Gefangenschaft und wurden in die Sklaverei verkauft. Es gibt keine verlässlichen Informationen über deren Nachkommen, so dass die Pamlico seitdem als ausgestorben gelten.